# Assi Azar
Assi Azar (tiếng Hebrew: אסי עזר; sinh ngày 10 tháng 6 năm 1979) là một người dẫn chương trình truyền hình người Israel.

## Tiểu sử
Assi Azar sinh ra ở Holon, Israel. Anh là người gốc Bukharan-Do Thái và Yemenite-Do Thái. Năm 2005, Azar công khai mình là người đồng tính. Ngay sau đó, anh bắt đầu tạo ra bộ phim tài liệu, Mẹ và Bố: Con Có Chuyện Muốn Nói Với Bố Mẹ. Vào ngày 11 tháng 4 năm 2016, Azar kết hôn với bạn trai người Tây Ban Nha Albert Escolà Benet tại một buổi lễ ở Barcelona.
Azar là một người ủng hộ quyền LGBT. Năm 2009, anh lọt vào danh sách 100 người đồng tính có ảnh hưởng nhất trên thế giới do tạp chí OUT Magazine bình chọn.
Vào tháng 1 năm 2022, nam diễn viên Yehuda Nahari cáo buộc rằng Azar đã quấy rối tình dục anh trong một cuộc phỏng vấn xin việc tại nhà của Azar.

## Sự nghiệp truyền thông
Anh làm đồng-host Big Brother - Israel cùng với Erez Tal cho đến năm 2015 và The Next Star cùng với Rotem Sela. Anh cũng là người tạo ra bộ phim truyền hình hài lãng mạn, Beauty and the Baker.
Chương trình đầu tiên của anh là chương trình truyền hình trực tuyến KIK. Trong năm 2004–2005 Assi đồng tổ chức chương trình truyền hình dành cho giới trẻ Exit. Sau đó, anh tham gia các chương trình The Show, Good Evening with Guy Pines và The Champion: Locker Room, cũng như các chương trình châm biếm Trapped 24 và Talk to My Agent.
Azar làm host Eurovision Song Contest 2019 tại Tel Aviv cùng với Lucy Ayoub, Erez Tal và Bar Refaeli. Có thông tin cho rằng Tal và Refaeli sẽ là host chính, trong khi Azar và Ayoub sẽ chủ trì căn phòng màu xanh lá cây. Vào ngày 28 tháng 1, Azar và Ayoub tổ chức lễ bốc thăm phân bổ bán kết của cuộc thi tại Bảo tàng Nghệ thuật Tel Aviv.